# Cedar Lake, Indiana
Cedar Lake är en stad (town) i Lake County, i delstaten Indiana, USA. Enligt United States Census Bureau har staden en folkmängd på 11 549 invånare (2011) och en landarea på 21,3 km².